# Lever Brothers
Lever Brothers était une entreprise britannique fondée en 1885 par William Lever (1851–1925) et son frère, James Darcy Lever (1854–1910). Elle a fusionné avec Margarine Unie en 1929 pour former Unilever.

## Histoire

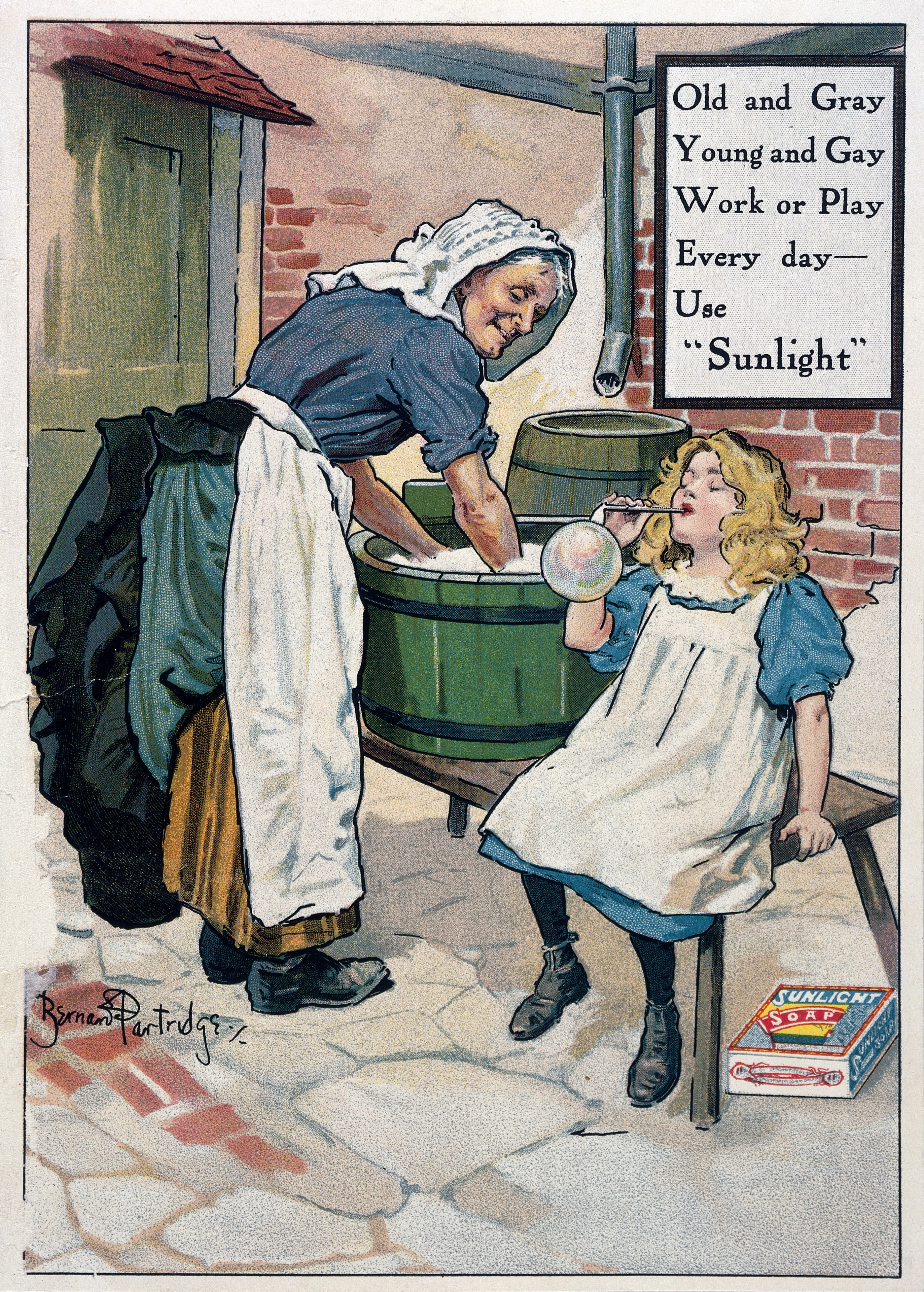
Publicité pour Sunlight Soap (1920) par Bernard Partridge.

Les frères Lever ont investi dans un nouveau procédé de fabrication du savon inventé par le chimiste originaire de Bolton, William Hough Watson, avant d'en faire la promotion avec un grand succès, sous la marque « Sunlight » (en français : lumière du soleil, à cause de la couleur jaune du produit). Watson devient partenaire de l'entreprise. 
Ce savon fut le premier au monde à être vendu découpé (et non plus en gros), marqué, empaqueté, et destiné à la lessive du linge. Le succès fut tel que le village anglais, où avait été bâtie l'usine Lever et où habitaient tous les ouvriers, fut renommé Port Sunlight. La formule du Sunlight comprend de la glycérine et des corps gras d'origine végétale comme l'huile de palme (et non de la graisse animale). Ce savon est devenu en 1900 un produit connu dans le monde entier, à l'instar d'autres produits d'hygiène ou de cosmétique intégrés dès cette époque au groupe comme Lux (lessive en paillettes), Pears (savon de toilette), Vim (poudre à nettoyer), etc. ; puis Lever se lance dans l'agroalimentaire.
Vers 1900-1910, Lever Brothers a déjà racheté la plupart de ses concurrents britanniques. Une filiale a été lancée en Australie, qui elle-même rachète son principal concurrent. Dès 1894, Lever est implanté aux États-Unis — à Manhattan, existe la « Lever House », imaginée dans les années 1950 en tour d'acier et de verre par Gordon Bunshaft. Son modèle économique en fait l'une des toutes premières entreprises internationales avec intégration verticale : Lever achète des plantations produisant de l'huile de palme aux îles Salomon et au Congo belge, dans l'actuelle ville de Lusanga, lieu baptisé alors Leverville. D'importants liens se tissent entre Londres et le port d'Anvers, mais aussi Rotterdam, zones de transit des produits importés du Congo et permettant d'acheminer des marchandises vers l'Allemagne.
En 1925, au moment de la mort de William Lever, avec environ 250 000 salariés, la société se range parmi les cinq plus grosses de l'Empire britannique.
En 1929, la fusion avec le consortium néerlandais Margarine Unie, forme la première multinationale de l'histoire moderne des entreprises, Unilever étant à 50-50 britannico-néerlandaise. Cette fusion permit de résister à l'impact de la crise de 1929.